# Fuerza Naval de Ataque y Apoyo de la OTAN
La Fuerza Naval de Ataque y Apoyo de la OTAN (en inglés: Naval Striking and Support Forces NATO, STRIKFORNATO) es el principal Estado Mayor marítimo de la OTAN que además actúa como enlace de la Alianza para integrar las fuerzas marítimas de Estados Unidos en las operaciones de la OTAN. Gestionado a través de un Memorando de Entendimiento entre once naciones, STRIKFORNATO es un cuartel general marítimo de despliegue rápido que proporciona mando y control escalable en todo el espectro de las tareas fundamentales de seguridad de la Alianza.

## Naciones firmantes del Memorando de Entendimiento
- Alemania
- España
- Estados Unidos
- Francia
- Grecia
- Países Bajos
- Italia
- Polonia
- Portugal
- Reino Unido
- Turquía

## Escudo
El escudo de STRIKFORNATO es un tridente con una estrella. La parte azul representa el mar y la verde representa la tierra. El tridente es conocido como el símbolo del poder del mar y sus tres dientes representan las diferentes formas del poder de proyección en tierra que tiene STRIKFORNATO. La estrella del escudo representa el mando OTAN de STRIKFORNATO. El puño que sujeta al tridente representa la fortaleza de todas las naciones que trabajan juntas en STRIKFORNATO.

## Idea general
Dentro de un contexto estratégico en evolución, STRIKFORNATO se encuentra lista para desplegar rápidamente y cuenta con excelentes capacidades para planificar, mandar y controlar las operaciones marítimas en todo el espectro de misiones de la Alianza, así como para actuar como comandante conjunto de operaciones marítimas / expedicionarias para pequeñas operaciones conjuntas (Smaller Joint Operations).
El objetivo es desarrollar, mantener y mejorar una relación estable y responsable con la Armada y el Cuerpo de Marines de los Estados Unidos, para asegurar la agilidad en la integración de las fuerzas marítimas de Estados Unidos en las operaciones de la Alianza.

## Misión
- Proporcionar un cuartel general conjunto pero predominante marítimo y desplegable rápidamente, para planear, mandar y controlar las operaciones marítimas en todo el espectro de tareas fundamentales de seguridad de la Alianza, incluyendo las operaciones marítimas expandidas (Expanded Task Force operations) y las operaciones conjuntas de pequeño tamaño pero con un gran componente marítimo, tanto dentro de la región euroatlántica como a una distancia estratégica.

- Ayudar en la mejora de las capacidades marítimas y de la interoperabilidad tanto de la Alianza como de sus socios, mediante el adiestramiento y la cooperación.

- Contribuir eficazmente a la disuasión de la agresión contra miembros de la Alianza, y si falla esta, contribuir al establecimiento de las condiciones necesarias para la resolución favorable de la crisis.

## Comandante
El vicealmirante Frank Craig Pandolfe es el comandante de la Sexta Flota de los Estados Unidos, y es además comandante de la STRIKFORNATO, segundo comandante de las Fuerzas Navales de Estados Unidos en Europa y en África, y comandante del Componente Marítimo de las Fuerzas Conjuntas en Europa. Asumió esas funciones el 3 de octubre de 2011.

## Historia
- Diciembre de 1952 – El comandante de las Fuerzas Aliadas en el Sur de Europa (CINCSOUTH) ordenó el establecimiento de un nuevo Mando denominado comandante de las Fuerzas Navales de Ataque y Apoyo del Sur de Europa (COMSTRIKFORSOUTH – título original de STRIKFORNATO), después de una decisión del Grupo Permanente de la OTAN.

- 15 de marzo de 1953 – Se estableció definitivamente STRIKFORSOUTH, siendo su comandante, COMSTRIKFORSOUTH, el principal mando subordinado de CINCSOUTH. Este comandante era también el comandante de la Sexta Flota de los Estados Unidos, una doble tarea que continúa hasta nuestros días. El personal de STRIKFORSOUTH estaba compuesto inicialmente y en su mayoría de personal de la Marina de Estados Unidos, debido a que las fuerzas destinadas inicialmente en STRIKFORSOUTH eran de los Estados Unidos. Posteriormente personal de otros países aliados como Francia, Grecia, Italia, Turquía y el Reino Unido se integraron en el Estado Mayor para estrechar lazos con otros comandantes de la OTAN del Mediterráneo y coordinar con mayor efectividad el planeamiento y la realización de ejercicios y del adiestramiento.

- 1957 – Las funciones del Estado Mayor de COMSTRIKFORSOUTH fueron aumentadas para incluir representación del mismo en el Centro Conjunto de Mando y Operaciones en Izmir, Turquía y en Vicenza, Italia. El área de responsabilidad de STRIKFORSOUTH abarcaba el Mediterráneo en su totalidad, desde el estrecho de Gibraltar hasta la parte más oriental, incluyendo los mares Adriático, Jónico, Egeo y Negro.

STRIKFORSOUTH fue designado como el Mando que con mayor seguridad se encargaría de cualquier emergencia repentina que pudiera aparecer en la Región Sur. Una tarea crucial de las unidades navales de STRIKFORSOUTH sería la de participar en la contraofensiva del comandante supremo aliado en Europa (SACEUR), mediante el lanzamiento de ataques aéreos convencionales profundos o efectuando misiones de apoyo aéreo cercano conjuntamente con cualquier operación anfibia.
- Década de los 60 - STRIKFORSOUTH actuaba como el principal asesor de las Fuerzas Aliadas del Sur de Europa (AFSOUTH) y del Cuartel General Supremo de las Potencias Aliadas en Europa (SHAPE) en el área de Planeamiento de Ataque Nuclear, en respuesta a la acumulación de fuerzas navales soviéticas en el Mediterráneo. El alistamiento y efectividad de STRIKFORSOUTH durante estos años fue incrementado mediante la realización frecuente de ejercicios de ataque nuclear, que a su vez trajeron avances en comunicaciones buque-tierra y en procedimientos de selección de blancos.

- Años setenta y ochenta - STRIKFORSOUTH garantizó el alistamiento del poder de proyección marítimo de las Fuerzas de la OTAN en la Región Sur, el cual más adelante incluyó misiones de la tierra, a través del planeamiento y conducción de ejercicios anfibios de la OTAN a gran escala.

- Década de los 90 - STRIKFORSOUTH fue directamente responsable de desarrollar y perfeccionar el concepto de las Fuerzas Anfibias Multinacionales (MNATF). Estas Fuerzas tenían un alistamiento alto y eran multipropósito, y fueron organizadas y apoyadas por varias naciones. Además, eran capaces de responder a toda la gama de situaciones, desde el apoyo a las tareas de ayuda humanitaria hasta las operaciones de combate a gran escala. STRIKFORSOUTH contribuyó a las operaciones de AFSOUTH en Kosovo proporcionando apoyo en el planeamiento y proporcionado asimismo oficiales de enlace.

- 1998- Personal del Estado Mayor estableció el Centro de Coordinación y Verificación de Kosovo en la Antigua República Yugoslava de Macedonia* (hoy Macedonia del Norte). Durante la Operación Fuerza Aliada, la primera campaña aérea de alta intensidad llevada a cabo por la OTAN, COMSTRIKFORSOUTH asumió el mando del Grupo de Portaviones de la OTAN.

- 1999 - Tras la reorganización de la Estructura de Mando de la OTAN, STRIKFORSOUTH pasó de su Estructura de Mando a su Estructura de la Fuerza. CINCSOUTH aprovechó la oportunidad creada por este cambio para refinar el enfoque operacional de STRIKFORSOUTH, denominándolo como su Fuerza de Reacción Regional, para actuar en respuesta a los nuevos cambios dentro de la OTAN dirigidos a la creación de Fuerzas de alto alistamiento y rápido despliegue capaces de operar más allá de los límites inmediatos de la OTAN.

- 1999 - 2004 – STRIKFORSOUTH participó en adiestramientos, ejercicios y actividades de planeamiento de la OTAN, pero su verdadero estatus en la OTAN no estaba todavía claro.

- 1 de julio de 2004 - Después de que los Estados Unidos, como nación líder, declarasen STRIKFORSOUTH como una Fuerza de la OTAN, su denominación fue cambiada a Fuerzas de Ataque y Apoyo de la OTAN (Naval Striking and Support Forces NATO - STRIKFORNATO), y su responsabilidad se amplió para cubrir por completo el área de responsabilidad de la OTAN

- 17 de agosto de 2004 - STRIKFORNATO pasó del Control Operacional del Mando Aliado Conjunto de Nápoles, al Control Operacional de SACEUR. En 2004, los países miembros de STRIKFORNATO aceptaron STRIKFORNATO como una Fuerza de Expansión de la OTAN  (ETF), y decidieron abrir el memorando de entendimiento de STRIKFORNATO a otras naciones miembros de la OTAN. Después de varias negociaciones, dos miembros de la OTAN, Francia y Polonia, aceptaron unirse a STRIKFORNATO. Después de la ejecución del ejercicio ALLIED ACTION-05, STRIKFORNATO ha sido certificado como Mando Componente Marítimo de 3 estrellas (a nivel ETF) en su capacidad operativa inicial (IOC)

- Junio de 2006 – El primer oficial Francés se unió a STRIKFORNATO.

- 1 de agosto de 2006 - SACEUR, el general James L. Jones, declaró STRIKFORNATO a capacidad operativa plena.

- 3 de julio de 2007 - Polonia y STRIKFORNATO firmaron el Memorándum de Entendimiento, siendo Polonia la décima nación miembro, uniéndose a Estados Unidos (nación líder), Francia, Alemania, Grecia, Italia, Países Bajos, España, Turquía y Reino Unido. El primer oficial naval de Polonia fue destinado a STRIKFORNATO.

- Enero a julio de 2008 – Undécima rotación de la Fuerza Internacional de Asistencia para la Seguridad (ISAF) – SHAPE ordenó a STRIKFORNATO que su estado mayor actuase como núcleo del cuartel general de la ISAF.

- Enero a julio de 2009 – Después de completar con éxito el ejercicio de certificación Steadfast Juncture-08 en noviembre de 2008, STRIKFORNATO actuó como Mando Componente Marítimo de dos estrellas de las Fuerzas de Respuesta de la OTAN (NRF).

- 2010 – STRIKFORNATO contribuyó con éxito a los ejercicios BALTIC HOST y EMERALD MOVE y como Comandante de la Fuerza Conjunta para los Estados Unidos, participó en ejercicios multilaterales denominados BALTOPS.

- 2011 – En febrero, STRIKFORNATO actuó como comandante del Mando Componente Marítimo de la Coalición al nivel de dos estrellas, durante el ejercicio conjunto del Grupo de Combate del USS GEORGE H. W. BUSH.

En el inicio de la crisis de Libia, STRIKFORNATO proporcionó apoyo de planeamiento al JFC (Joint Force Command) Nápoles al ser ellos quienes desarrollaron los borradores de los planes operativos como preparación a la posibilidad de que se decidiera llevar a cabo una operación dirigida por la OTAN en Libia. Personal de STRIKFORNATO, bajo autoridad de sus naciones, formó parte del Estado Mayor la Fuerza Conjunta y del Mando Componente Marítimo de la Fuerza Conjunta liderado por Estados Unidos (JFMCC) durante la Operación ODYSSEY DAWN, asumiendo importantes posiciones como la de Segundo Comandante del JFMCC, enviando oficiales de enlace a Francia y Reino Unido y proporcionando expertos en adquisición de blancos e inteligencia.
A lo largo de la operación de la OTAN en Libia, la Operación Conjunta Combinada "Unified Protector" (OUP) estuvo compuesta hasta un 60% por personal de STRIKFORNATO desempeñando puestos claves hasta su exitosa terminación por el Secretario General de la OTAN, Anders Fogh Rasmussen, el 31 de octubre de 2012.
STRIKFORNATO proporcionó el núcleo de los jefes de guardia de las operaciones en curso, oficiales de guardia tanto marítimos como aéreos, formó y dirigió la Célula de Efectos en Tierra (GEC) al nivel de una estrella para proporcionar al comandante y su Estado Mayor un mayor conocimiento de la situación que había en tierra, su personal formó también parte de las células de inteligencia nacionales, de la célula de Sincronización y Ejecución, y además ocupó el puesto de segundo director de Targeting, apoyo GEC, apoyo y operaciones, ocupando asimismo los puestos como consejero político (POLAD) y segundo comandante de la operación OUP.
En noviembre del mismo año 2011, el personal del Estado Mayor de STRIKFORNATO efectuó con éxito el ejercicio Steadfast Juncture actuando como Mando Componente Marítimo de nivel dos estrellas, con objeto de obtener la acreditación para poder desempeñar las tareas de NRF (Fuerzas de Respuesta de la OTAN) durante el año 2012.
- 2012 – Portugal y STRIKFORNATO firmaron el Memorándum de Entendimiento el 24 de abril de 2012. Esto hizo de Portugal la nación miembro número 11 en unirse a STRIKFORNATO. Entre el 31 de mayo y el 16 de junio, STRIKFORNATO participó con éxito en el ejercicio multilateral BALTOPS 12, liderado por Estados Unidos, como comandante de la Fuerza. Como parte de la reforma de la Estructura de Mando de la OTAN, STRIKFORNATO trasladó su sede desde Nápoles (Italia) a Oeiras (Portugal) en verano del 2012, alcanzando su capacidad operativa plena a partir del 1 de agosto de 2012.

* Antes de su cambio de nombre a Macedonia del Norte, Turquía reconocía a la Antigua República Yugoslava de Macedonia simplemente por Macedonia, su anterior nombre constitucional.